# ای. او. اسمیت
ای. او. اسمیت (انگلیسی: A. O. Smith) شرکت آب آمریکایی است، که در سال ۱۹۰۴ تأسیس شد.